# Klaar (Doe Maar)
Klaar is het vijfde studioalbum van de Nederlandse popgroep Doe Maar, uitgebracht in april 2000. Het is tevens het laatste album van de groep met nieuw materiaal en het enige studioalbum waarop drummer Jan Pijnenburg te horen is. Naast hem worden vijf nummers door Rene van Collem gedrumd en zijn enkele nummers door Mark Stoop ingespeeld.    

## Achtergrond
Op 1 november 1999 maakte Doe Maar bekend dat ze nog één keer bij elkaar zouden komen voor een concertreeks en een nieuw album. In april 2000 kwam het album uit. De verkoop liep voorspoedig, op het moment dat hij in de winkel kwam was het al dubbel platina (200.000 exemplaren verkocht). Het album kwam op de eerste plaats in de hitparade binnen. 
Op het album verkent de band diverse muziekstijlen. Naast voor de band kenmerkende muziekstijlen als reggae en ska, zijn er ook hiphop- en rap-invloeden op het album te beluisteren mede door de bijdragen van gastmuzikanten Def P en Brainpower.  
In het nummer De kater is Jan Hendriks voor de eerste keer als solozanger te horen.
De tekst van het nummer Leven met een zeven is geschreven door Jack Poels.

## Nummers
| 1.                   | Alles doet ‘t nog            | Henny Vrienten                   | 3:30 |
| 2.                   | Aan de bewoners van dit pand | Henny Vrienten, Pascal Griffioen | 4:59 |
| 3.                   | Watje                        | Ernst Jansz                      | 2:54 |
| 4.                   | Een droom                    | Henny Vrienten                   | 4:40 |
| 5.                   | Oorlog                       | Ernst Jansz                      | 3:16 |
| 6.                   | Hetzelfde meisje             | Ernst Jansz                      | 3:00 |
| 7.                   | Overspel                     | Ernst Jansz                      | 4:22 |
| 8.                   | Leven met een zeven          | Henny Vrienten, Jack Poels       | 4:20 |
| 9.                   | Tijd                         | Henny Vrienten                   | 4:37 |
| 10.                  | Het verschrikkelijke jaar    | Henny Vrienten                   | 5:08 |
| 11.                  | Het beste                    | Ernst Jansz, Jan Hendriks        | 3:20 |
| 12.                  | De kater                     | Henny Vrienten, Jan Hendriks     | 3:56 |
| 13.                  | Als niet als                 | Gert-Jan Mulder, Henny Vrienten  | 4:32 |
| 14.                  | Bij elkaar                   | Ernst Jansz, Jan Hendriks        | 3:52 |
| 15.                  | Niet nodig                   | Frank Boeijen, Henny Vrienten    | 3:19 |
| 16.                  | Dansmuziek                   | Henny Vrienten                   | 4:12 |
| 17.                  | Silhouet                     | Ernst Jansz, Jan Hendriks        | 3:03 |
| 18.                  | Klaar                        | Henny Vrienten                   | 4:12 |
| Totale duur: 1:10:41 |                              |                                  |      |

## Trivia
De rode hoes van Klaar inspireerden Def P en skaband The Beatbusters tot de groene cover van hun gezamenlijke album Aangenaam uit 2002.